# Ислас-де-ла-Баия
И́слас-де-ла-Баи́я (исп. Islas de la Bahía, англ. Bay Islands) — один из 18 департаментов Гондураса, состоящий из одноимённой островной группы и ряда других островов в Карибском море. Административным центром является город Коксен-Хоул (Coxen Hole) на острове Роатан.

## География
Департамент включает три группы островов:
1. Ислас-де-ла-Баия — с главными островами У́тила, Роатан, Гуанаха и многочисленными мелкими островками
2. Острова Кочинос — к югу, между первыми и континентом
3. Острова Сисне — в 120 км к северо-востоку

## История
Острова Ислас-де-ла-Баия были впервые открыты Христофором Колумбом во время его четвёртого путешествия в Америку в 1502 году. После более чем векового периода, когда власть над островами переходила от Великобритании к Испании, затем к Нидерландам, в 1643 году они надолго перешли под британский контроль. Они были отдельным коронным владением, зависимым от Ямайки. Лишь в 1860 году Британская империя признала за Гондурасом права на эти острова и передала их ему. Официально острова были включены в состав Гондураса 14 марта 1872 года.

## Население
Площадь департамента равна 261 км². Население, по оценке 2011 года, составляло 50 400 человек. Коренное население острова говорит на уэка — англо-гондурасском креольском языке (Bay Islands Creole), представляющем собой диалект западнокарибского креольского языка, родственный ямайскому креольскому языку.

## Муниципалитеты
Департамент Ислас-де-ла-Баия разделён на четыре муниципалитета (municipalidades):
| № | Муниципалитет         | Испанское название    | Состав                                              | Адм. центр               | Площадь, км² | Население, чел. (перепись 2001) |
| - | --------------------- | --------------------- | --------------------------------------------------- | ------------------------ | ------------ | ------------------------------- |
| 1 | Гуанаха               | Guanaja               | остров Гуанаха                                      | Гуанаха                  | 55,4         | 4535                            |
| 2 | Хосе-Сантос-Гуардиола | José Santos Guardiola | восток острова Роатан Санта-Елена, Морат, Барбарета | Оак Ридге (Oak Ridge)    | 64,6         | 7613                            |
| 3 | Роатан                | Roatán                | запад острова Роатан о-ва Кочинос                   | Коксен-Хоул (Coxen Hole) | 91,3         | 17 425                          |
| 4 | Утила                 | Útila                 | острова Утила                                       | Утила                    | 49,3         | 1979                            |

## Туризм
Острова покрыты великолепными пляжами и окружены коралловыми рифами.